# ريتشارد فون فايتسكر

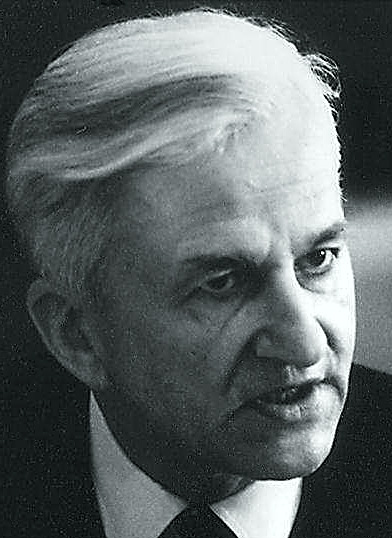
ريتشارد فون فايتسكر عام 1981

ريتشارد كارل فرايهر فون فايتسكر (بالألمانية: Richard von Weizsäcker) (15 أبريل 1920 في شتوتغارت - 31 يناير 2015 في برلين) كان سياسي ألماني من حزب الاتحاد الديمقراطي المسيحي. كان بين عامي 1981 و1984 رئيس بلدية برلين، ومن عام 1984 حتى عام 1994 رئيس جمهورية ألمانيا الاتحادية.
فايتسكر عضو في الاتحاد الديمقراطي المسيحي منذ عام 1954، وانتخِب عضوًا في البرلمان في انتخابات عام 1969. استمر في الحصول على تفويض كعضو في البوندستاغ حتى أصبح رئيس بلدية برلين الغربية، بعد انتخابات الولاية لعام 1981. في عام 1984، انتخِب فايتسكر رئيسًا لجمهورية ألمانيا الاتحادية، وأعيد انتخابه في عام 1989 لولاية ثانية. حتى الآن، هو وتيودور هويس الرئيسان الوحيدان لجمهورية ألمانيا الاتحادية اللذين خدما فترتين كاملتين لمدة خمس سنوات. في 3 أكتوبر 1990، خلال فترة ولايته الثانية كرئيس، انضمت الولايات الخمس المعاد تنظيمها من جمهورية ألمانيا الديمقراطية وشرق برلين إلى جمهورية ألمانيا الاتحادية، فأصبح فايتسكر رئيسًا لألمانيا الموحدة.
يعتبر فايتسكر الأكثر شعبية بين رؤساء ألمانيا، ويحظى باحترام كبير لحياده. غالبًا ما أظهر سلوكه خلافًا مع زملائه في الحزب، ولا سيما المستشار هلموت كول. اشتهر بخطبه، خاصة الخطب التي ألقاها في الذكرى الأربعين لانتهاء الحرب العالمية الثانية في أوروبا في 8 مايو 1985. عند وفاته، حظيت حياته وعمله السياسي بإشادة واسعة، فقد وصفته صحيفة نيويورك تايمز بأنه «حارس الضمير الأخلاقي لأمته».

## الحياة السياسية
انضم فايتسكر إلى الاتحاد الديمقراطي المسيحي في عام 1954. بعد بضع سنوات، عرض عليه هلموت كول مقعدًا آمنًا لانتخابات عام 1965، حتى إنه ذهب إلى حد جعل المستشار كونراد أديناور يكتب رسالتين لحثه على الترشح، لكن فايتسكر رفض، بسبب عمله في جمعية الكنيسة الإنجيلية الألمانية، ورغبته في تجنب تضارب المصالح. ومع ذلك، أصبح عضوًا في البوندستاغ (المجلس الاتحادي) في الانتخابات الاتحادية لعام 1969، وخدم حتى عام 1981.
في عام 1974، كان فايتسكر هو المرشح الرئاسي لحزبه لأول مرة، لكنه خسر أمام فالتر شيل من الحزب الديمقراطي الحر، الذي دعمه ائتلاف يسار الوسط الحاكم. قبل انتخابات عام 1976، ضمه رئيس حزب الاتحاد الديمقراطي المسيحي هلموت كول إلى حكومة الظل لحملة الحزب لإقالة شاغل المنصب هلموت شميت من منصب المستشار. بين عامي 1979 و1981، شغل فايتسكر منصب نائب رئيس البوندستاغ.

### رئيس بلدية برلين الغربية (1981-1984)
شغل فايتسكر منصب العمدة الحاكم لبرلين الغربية منذ عام 1981 وحتى عام 1984. خلال السنوات التي قضاها في منصبه، حاول الحفاظ على فكرة ألمانيا باعتبارها دولة ثقافية مقسمة إلى دولتين. في خطاباته وكتاباته، حث مرارًا وتكرارًا مواطنيه في الجمهورية الاتحادية على النظر إلى أنفسهم كأمة راسخة بقوة في التحالف الغربي، ولكن لها التزامات ومصالح خاصة في الشرق. أثار فايتسكر غضب الولايات المتحدة وفرنسا وبريطانيا، القوى المحتلة في نصف المدينة، من خلال خرقه للبروتوكول وزيارة إريش هونيكر، رئيس الحزب الشيوعي لألمانيا الشرقية، في برلين الشرقية.
منذ عام 1981 وحتى عام 1983، ترأس فايتسكر حكومة أقلية في برلين الغربية، بعد أن فاز حزب الاتحاد الديمقراطي المسيحي بنسبة 48 في المئة فقط من المقاعد في مجلس الولاية. تسامح الحزب الديمقراطي الحر مع حكومته، فقد كان في ائتلاف مع الاشتراكيين الديمقراطيين على المستوى الفيدرالي في ذلك الوقت. بعد فوز هلموت كول في الانتخابات الاتحادية في عام 1983 وتشكيل حكومة مع الديمقراطيين الأحرار، فعل فايتسكر الشيء نفسه في برلين الغربية.

### رئيس جمهورية ألمانيا الاتحادية (1984-1994)
في عام 1984، انتخب المؤتمر الفيدرالي الألماني فايتسكر رئيسًا لألمانيا الغربية، خلفًا لكارل كارستينز وحصل على دعم غير عادي من كل من تحالف يمين الوسط الحاكم والحزب الاشتراكي الديمقراطي المعارض، وهزم مرشحة حزب الخضر، لويزه رينزر.

#### الولاية الأولى (1984-1989)
تولى ريتشارد فون فايتسكر منصب الرئيس في 1 يوليو 1984. ناشد في خطابه الافتتاحي وعي أمته قائلًا: «إن وضعنا، الذي يختلف عن وضع معظم الدول الأخرى، ليس سببًا لحرمان أنفسنا من الوعي الوطني. والقيام بذلك غير صحي لأنفسنا ومخيف لجيراننا». كرس سنواته الأولى في المنصب للسياسة الخارجية، وسافر على نطاق واسع مع وزير الخارجية هانز ديتريش غينشر واختار موظفون سابقون في وزارة الخارجية كمستشارين شخصيين له.

#### خطاب بمناسبة الذكرى الأربعين لانتهاء الحرب العالمية الثانية
ألقى فايتسكر، المعروف بأنه متحدث عظيم، أشهر خطاباته في عام 1985، بمناسبة الذكرى الأربعين لانتهاء الحرب العالمية الثانية في أوروبا في 8 مايو 1945. جاء ذلك في وقت صعب في سياسة ألمانيا الغربية. وقعت البلاد في نقاش حول ما إذا كان يجب تجريم إنكار الهولوكوست. في الوقت نفسه، قبِل المستشار هلموت كول دعوة لزيارة مؤتمر لجمعية المطرودين في سيليزيا، والذي كان من المقرر عقده تحت شعار «سيليزيا لنا!». بدا أن هذا يتعارض مع الموقف الرسمي لنظام المجلس الفيدرالي والحكومة، لذا كان كول بحاجة إلى الضغط من أجل تغيير الشعار المقصود.
كان من المخطط أصلًا أن يشارك رئيس الولايات المتحدة رونالد ريغان في ذكرى الحرب العالمية الثانية في البوندستاغ، وتحويل التركيز من تذكر الماضي إلى تسليط الضوء على ألمانيا الغربية في شراكتها مع الكتلة الغربية. بناءً على إلحاح فايتسكر القوي، احتفِل بالمناسبة دون ريغان، الذي زار ألمانيا الغربية قبل عدة أيام بدلًا من ذلك، حيث أحاط بقمة مجموعة الدول الصناعية السبع في بون. مع ذلك، أثارت زيارة ريغان جدلًا، خاصة في الولايات المتحدة. في محاولة لاستنساخ لفتة كول والرئيس الفرنسي فرانسوا ميتران قبل عام في فردان، كان المستشار وريغان على وشك زيارة المقبرة العسكرية في بيتبورغ. أثار هذا الاعتراضات، لأن المقبرة كانت المثوى الأخير للعديد من أعضاء فافن إس إس.
في هذا المناخ، خاطب فايتسكر البرلمان في 8 مايو 1985. هنا، أوضح المسؤولية التاريخية لألمانيا والألمان عن جرائم النازية. على عكس الطريقة التي نظر بها غالبية الناس في ألمانيا إلى نهاية الحرب في ذلك الوقت، فقد حدد يوم 8 مايو «يوم التحرير». أشار فايتسكر إلى الصلة التي لا تنفصم بين استيلاء النازيين على ألمانيا والمآسي التي سببتها الحرب العالمية الثانية. في مقطع من الجرأة اللافتة للنظر، اعترض على واحدة من أكثر الدفاعات العزيزة للألمان الأكبر سنًا. قال: «عندما أصبحت حقيقة الهولوكوست التي لا توصف معروفة في نهاية الحرب، ادعى الكثير منا أنهم لم يعرفوا شيئًا عنها أو حتى لم يشتبهوا في أي شيء».
تحدث فايتسكر عن خطر نسيان الماضي وتشويهه. «لا يوجد شيء اسمه ذنب أو براءة أمة بأكملها. الذنب، مثل البراءة، ليس جماعيًا بل شخصيًا. هناك ذنب فردي مكتشف أو مخفي. هناك ذنب يقر به الناس أو ينكرونه. يجب علينا جميعًا، سواء كنا مذنبين أم لا، سواء كنا صغارًا أم كبارًا، قبول الماضي. نحن جميعًا نتأثر بالعواقب ونتحمل المسؤولية عنها. نحن الألمان يجب أن ننظر إلى الحقيقة مباشرة في أعيننا -دون تزيين ودون تحريف. لا يمكن أن تكون هناك مصالحة دون ذكرى».

## عائلته
ولد ريتشارد في شتوتغارت كرابع طفل لإيرنست فون فايتسكر وماريان فون فايتسكر. له أخوين وأخت، كارل فريدريش فون فايتسكر (فيلسوف وفيزيائي)، أديلهايد فون فايتسكر، وهاينريش فون فايتسكر. عاشت العائلة بسبب نشاط والدهم الدبلوماسي في بازل بين عامي 1920 و1924، ثم في كوبنهاغن بين عامي 1924 و1926، ثم في أوسلو من عام 1931 إلى عام 1933، وأخيرا في برن بين عامي 1933 وحتى عام 1936 حيث درس لبعض الوقت، بعدها أكمل في برلين. فايتسكر متزوج منذ عام 1953 مع ماريان فون كريتشمان ورزقا بأربعة أطفال برز منهم ثلاثة وهم:
- روبرت كلاوس فون فايتسكر (1954)
- أندرياس فون فايتسكر (1956-2008)
- ماريان بياتريس فون فايتسكر (1958)
- فريتس إيكارت فون فايتسكر (1960)

## روابط خارجية
- ريتشارد فون فايتسكر على موقع IMDb (الإنجليزية)
- ريتشارد فون فايتسكر على موقع الموسوعة البريطانية (الإنجليزية)
- ريتشارد فون فايتسكر على موقع مونزينجر (الألمانية)
- ريتشارد فون فايتسكر على موقع ميوزك برينز (الإنجليزية)
- ريتشارد فون فايتسكر على موقع إن إن دي بي (الإنجليزية)
- ريتشارد فون فايتسكر على موقع ديسكوغز (الإنجليزية)
- ريتشارد فون فايتسكر على موقع قاعدة بيانات الفيلم (الإنجليزية)
- ريتشارد فون فايتسكر على موقع أوليمبيديا (الإنجليزية)